# Mega Shark vs. Crocosaurus
 (mars 2012).
Si vous disposez d'ouvrages ou d'articles de référence ou si vous connaissez des sites web de qualité traitant du thème abordé ici, merci de compléter l'article en donnant les références utiles à sa vérifiabilité et en les liant à la section « Notes et références ».
Série
Mega Shark vs. Giant Octopus
(2009) Mega Shark vs. Mecha Shark
(2014)
Pour plus de détails, voir Fiche technique et Distribution.
Mega Shark vs. Crocosaurus est un film américain  réalisé par Christopher Ray et produit par The Asylum, sorti directement en vidéo le 21 décembre 2010.
Il s'agit de la suite du film Mega Shark vs. Giant Octopus.
Une suite intitulée Mega Shark vs. Mecha Shark est sortie en 2014.

## Synopsis
Le Méga Shark revient mais il va devoir faire face à un crocodile géant : le Crocosaurus. Attaquant beaucoup d'humains, les deux monstres se battent en duel. L'amiral Calvin et l'agent Hutchinson décident alors d'envoyer le lieutenant Terry McKormick et le chasseur Nigel Putman mettre un terme aux attaques des deux monstres.

## Fiche technique
- Titre : Mega Shark vs. Crocosaurus
- Réalisation : Christopher Ray
- Production : David Michael Latt, David Rimawi et Paul Bales
- Scénario : Naoi Selfman
- Musique : Chris Ridenhour
- Photographie : Alexander Yellen
- Histoire : Micho Rutare
- Studio distributeur : The Asylum
- Genre : Action, aventure, catastrophe
- Durée du film : 88 minutes
- public : pour public averti (-12)

## Distribution
- Jaleel White : le lieutenant Terry McKormick
- Gary Stretch : le chasseur Nigel Putman
- Sarah Lievieng : l'agent Hutchinson
- Robert Picardo : l'amiral Calvin

## Autour du film
Certaines scènes du film ont été reprises de Mega Python vs. Gatoroid, autre film de The Asylum.